# Akhil Kumar
Akhil Kumar (Faizabad, 27 maart 1981) is een Indiaas bokser.
Hij won een gouden medaille in de klasse bantamgewicht (54 kg) op de Gemenebestspelen 2006.
Op de Olympische Zomerspelen 2004 verloor hij in de eerste ronde van de Fransman Jerome Thomas.
Op de Olympische Zomerspelen 2008 behaalde Kumar de kwartfinale, door onder meer de op dat moment regerend wereldkampioen Sergej Vodopjanov te verslaan. In de kwartfinale verloor Kumar van Veaceslav Gojan, die later brons wist te pakken.